# Guerra dels corrents
La guerra dels corrents va ser una sèrie d'esdeveniments que van envoltar la pugna motivada per la introducció dels sistemes de transmissió d'energia elèctrica als Estats Units, lliurada entre el final de la dècada de 1880 i el començament de la dècada de 1890, amb l'expectativa dels enormes beneficis que les grans companyies esperaven obtenir del ràpid creixement del negoci del subministrament d'electricitat com a teló de fons.

## Història
L'electricitat era la paraula màgica a finals del s. XIX. Des de les temptatives inicials de Benjamin Franklin o Michael Faraday fins a la tecnologia del telègraf, les aplicacions per a l'electricitat creixien contínuament.
Després de l'Exposició Mundial de París, el 1881, i de la presentació del llum de Thomas Alva Edison, els nous sistemes d'enllumenat elèctrics es van convertir en l'assoliment tecnològic més important del món. L'electricitat podia substituir el vapor per fer funcionar els motors. Era una segona revolució industrial i, en ciutats europees i americanes, les centrals elèctriques es multiplicaven basades en el disseny de Pearl Street, la central
que Thomas Alva Edison va establir en 1882 a Nova York. Va ser la primera instal·lació per a la producció elèctrica comercial del món i encara que era una planta enorme per a la seva època, podia produir i distribuir electricitat fins a tan sols 330 ha de Manhattan.
La demanda d'electricitat aviat va conduir al desig de construir centrals elèctriques més grans i de portar l'energia a grans distàncies. A més, la ràpida distribució de motors elèctrics industrials va provocar una forta demanda per un voltatge diferent dels 110 V usats per a la il·luminació.

### Corrent continu i corrent altern
El sistema d'Edison, que feia servir el corrent continu (CC), era poc adequat per respondre a aquestes noves demandes. El problema del transport era encara més difícil, ja que la transmissió interurbana de grans quantitats de CC a 110 volts era molt costosa, i patia enormes pèrdues per dissipació en forma de calor.
El 1886, George Westinghouse, un ric empresari però un nouvingut en el negoci elèctric, va fundar Westinghouse Electric per competir amb General Electric d'Edison. El sistema de la primera es va basar en els descobriments i les patents de Nikola Tesla, qui va creure apassionadament en la superioritat del corrent altern (CA). El seu argument es basava en el fet que les pèrdues en la transmissió d'electricitat depenen del voltatge: a més gran voltatge, menors pèrdues. I a diferència del CC, el voltatge del CA es pot elevar amb un transformador per ser transportat llargues distàncies amb poques pèrdues en forma de calor. Llavors, abans de proveir energia als clients, el voltatge es pot reduir a nivells segurs i econòmics.

### Tesla en contra d'Edison
Edison estava commogut per l'aparició de la tecnologia de Tesla, que amenaçava els seus interessos en un camp que ell mateix havia creat.
Thomas Alva Edison i George Westinghouse es van enfrontar en una batalla de relacions públiques -que els diaris van denominar "la guerra dels corrents"- per determinar quin sistema es convertiria en la tecnologia dominant. Edison va inventar una cadira elèctrica de CA i va electrocutar gossos, gats i fins a un elefant per demostrar que el corrent altern era perillós. Topsy l'elefant va passar a la immortalitat en un vídeo filmat el 1903.
Per neutralitzar aquesta iniciativa, Tesla es va exposar a un CA que va travessar el seu cos sense causar cap dany. Davant d'aquesta prova, Edison res va poder fer i el seu prestigi va quedar momentàniament erosionat.
Durant la Fira Mundial de Chicago de 1893, Tesla va tenir la seva gran oportunitat. Quan George Westinghouse va presentar un pressupost per la meitat del que demanava General Electric, la il·luminació de la Fira li va ser adjudicada i Tesla va poder exhibir els seus generadors, dinamos i motors de CA.
Més tard, la Niagara Falls Power Company va encarregar a Westinghouse el desenvolupament del seu sistema de transmissió. Va ser el final de la "guerra dels corrents" i el CA acabaria imposant-se en tot el món.

## The current war(pel·lícula)
Alfonso Gómez-Rejón va dirigir una pel·lícula sobre la guerra dels corrents titulada en anglès The current war, on Benedict Cumberbatch és Edison, Nicholas Hoult interpreta a Tesla i Michael Shannon, a George Westinghouse. La pel·lícula explica el conflicte entre Edison i Westinghouse per electrificar els Estats Units d'Amèrica. Harvey Weinstein, productor de la pel·lícula, va estar molt present en el procés creatiu.
La pel·lícula es va presentar el 2017 al Festival de Toronto, però va rebre una recepció de la crítica molt negativa.
A l'esclatar l'escàndol Weinstein, molts dels actors protagonistes van criticar al productor. Aquestes critiques, juntament amb la voluntat de la productora d'allunyar-se de Harvey Weinstein, van deixar a l'aire el futur de la pel·lícula.
Amb dissolució de la productora, el director va haver de fer una versió pròpia (que ja tenia pensada), introduint modificacions importants al muntatge presentat a Toronto. Aquest nou muntatge s'estrenarà a Espanya el desembre de 2019.